# Rovnoramenný lichoběžník

Rovnoramenný lichoběžník s vyznačenou osou souměrnosti

Rovnoramenný lichoběžník je lichoběžník, jehož ramena jsou shodná. Žádný z jeho vnitřních úhlů není pravý (jinak by šlo o obdélník). 
Je osově souměrný podle spojnice středů svých základen, takže úhly při každé z jeho základen jsou shodné. Proto se jedná o tětivový čtyřúhelník a také jeho úhlopříčky jsou shodné.